# Maison de l'orgue et de la musique de chambre de Dnipro
La maison de l'orgue et de la musique de chambre de Dnipro  est une institution culturelle située à Dnipro en Ukraine aussi connue comme cathédrale de Briansk.

## Présentation
Elle est située au 66 de l'avenue Sergius Nigoyan dans l'ancienne cathédrale st-Nicolas. En 1929 la communauté religieuse qui occupait le bâtiment a été dissoute et le bâtiment affecté à l'usine métallurgique, en 1980 fut installé un orgue Sauer. De 1941 à 1961 la communauté religieuse revenait dans les locaux puis ils devenaient une école de sport n°4. C'est depuis un centre de concert de chambre, d'orgues et accueille plusieurs orchestres.
Un accord avec l'église orthodoxe en 2011 permet la tenue de messes dans les sous-sols du bâtiment pour devenir la cathédrale de Briansk.

## Bâtiment
L'église Saint-Nicolas est en forme de croix grecque, avec une abside ronde et cinq dômes a été construite à partir de 1913 pour le trois centième anniversaire de la maison Romanov. Sur les plans de l'architecte G. I. Turovets dans le style éclectique avec des éléments de néoclassicisme.

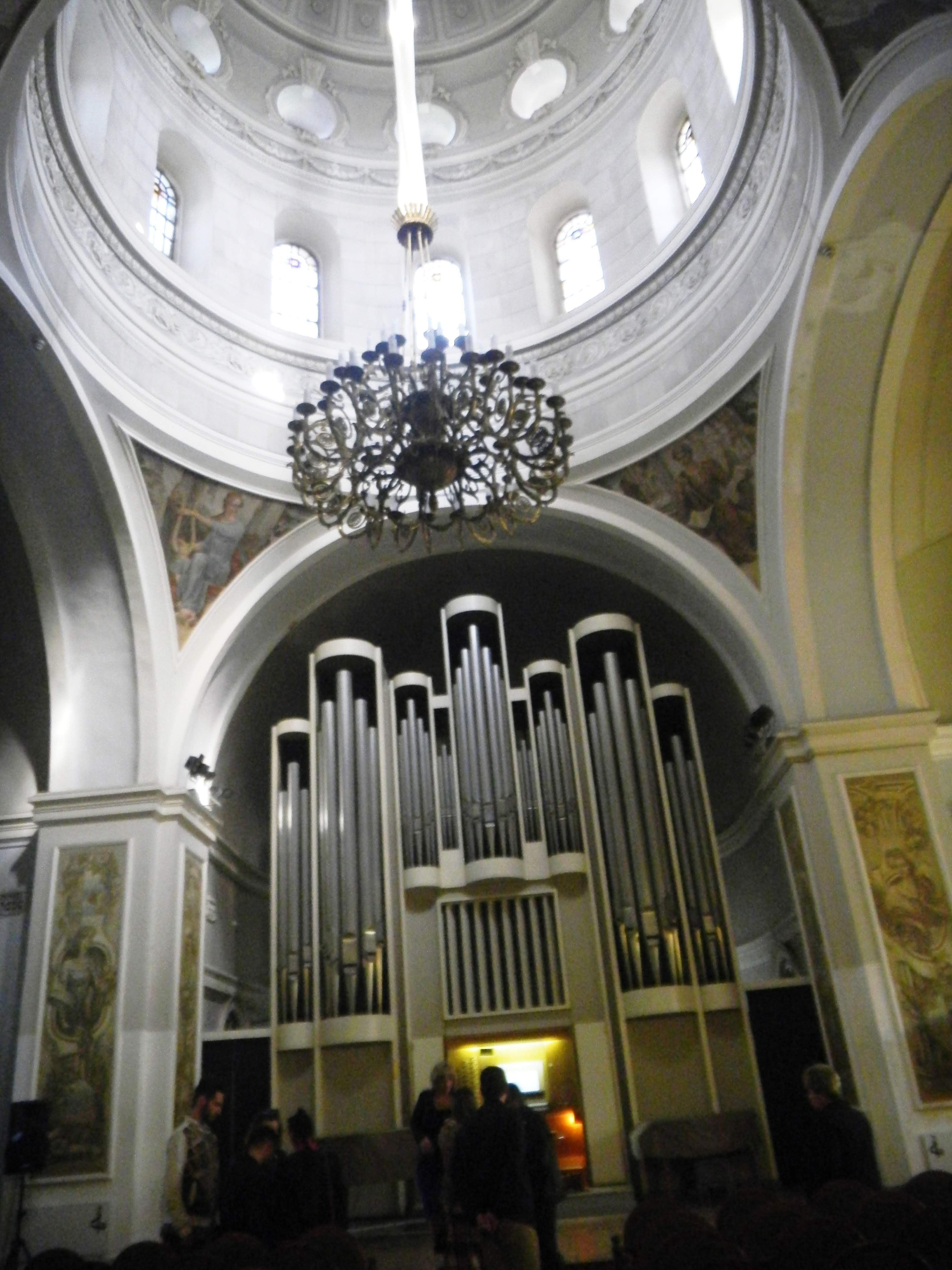
Orgue et dôme.
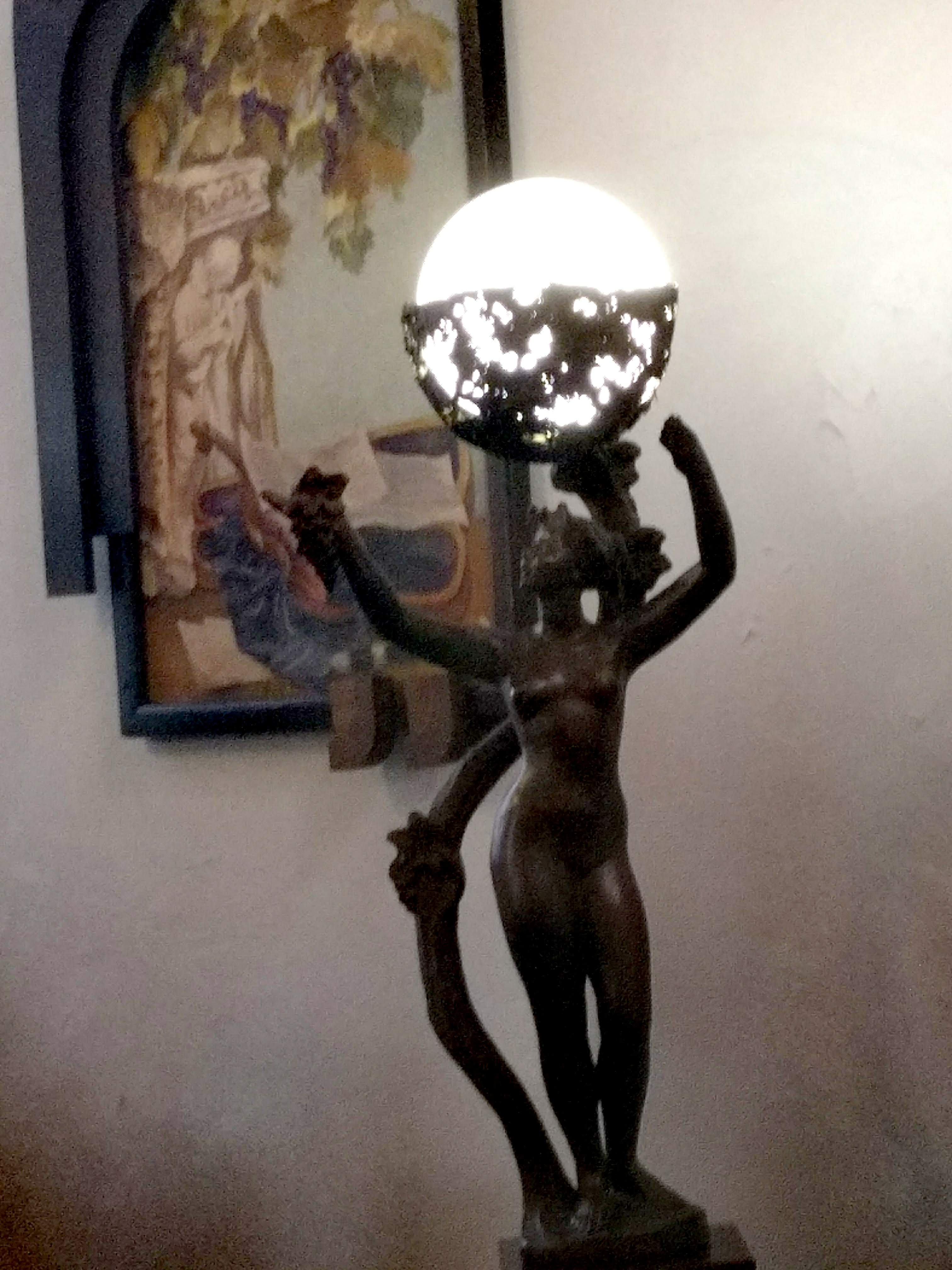
Décoration intérieure.
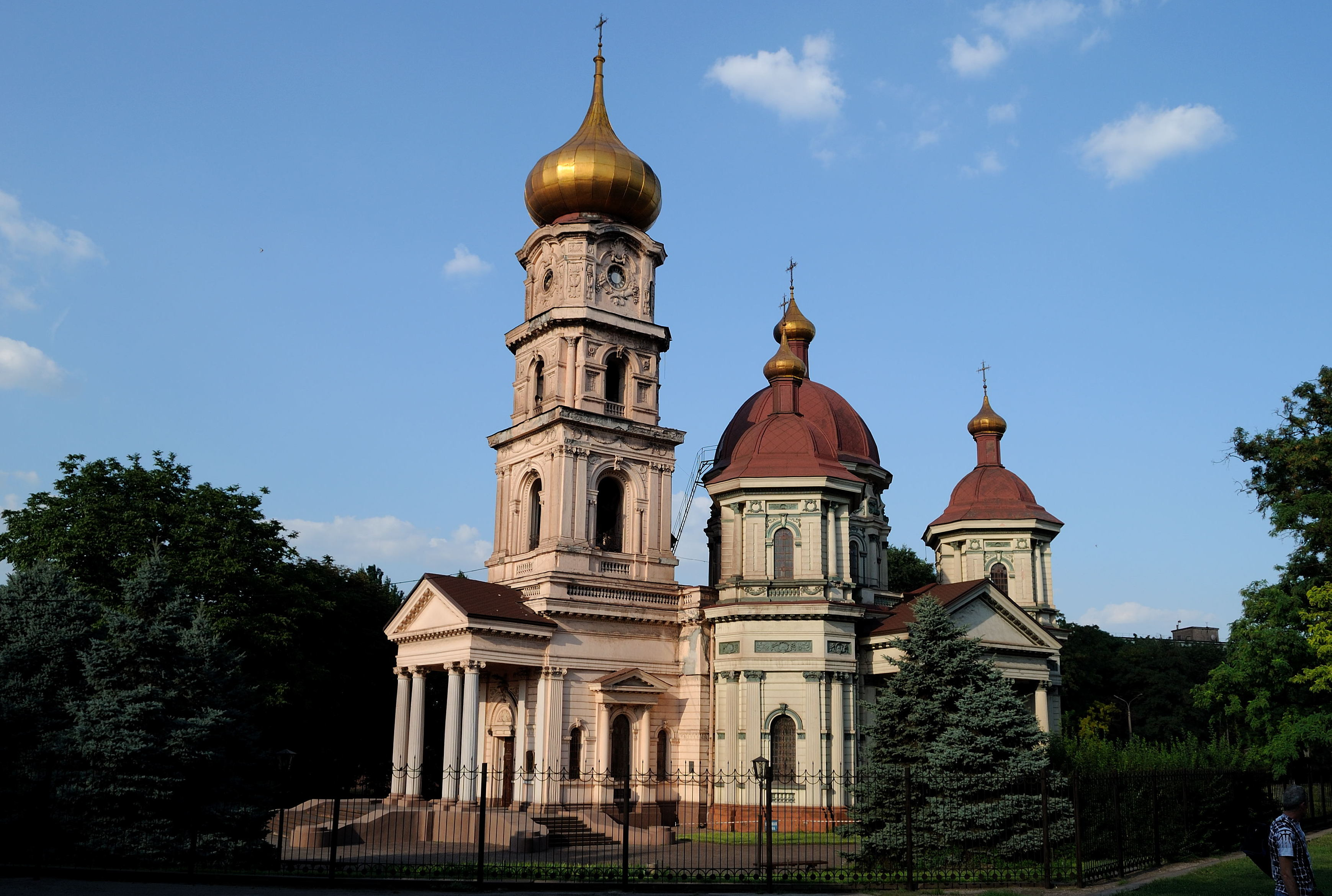
Vue du clocher.
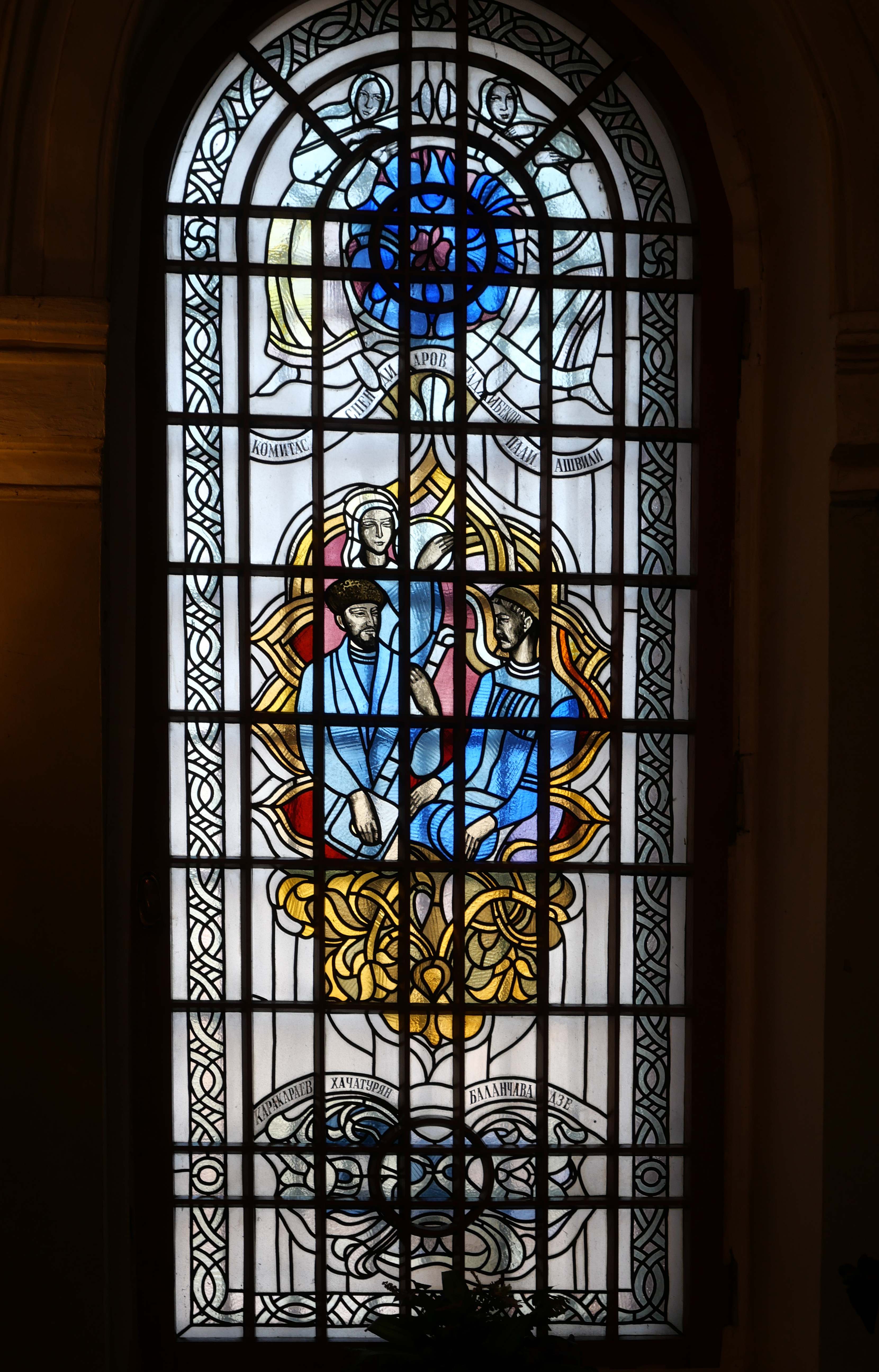
Vitrail.
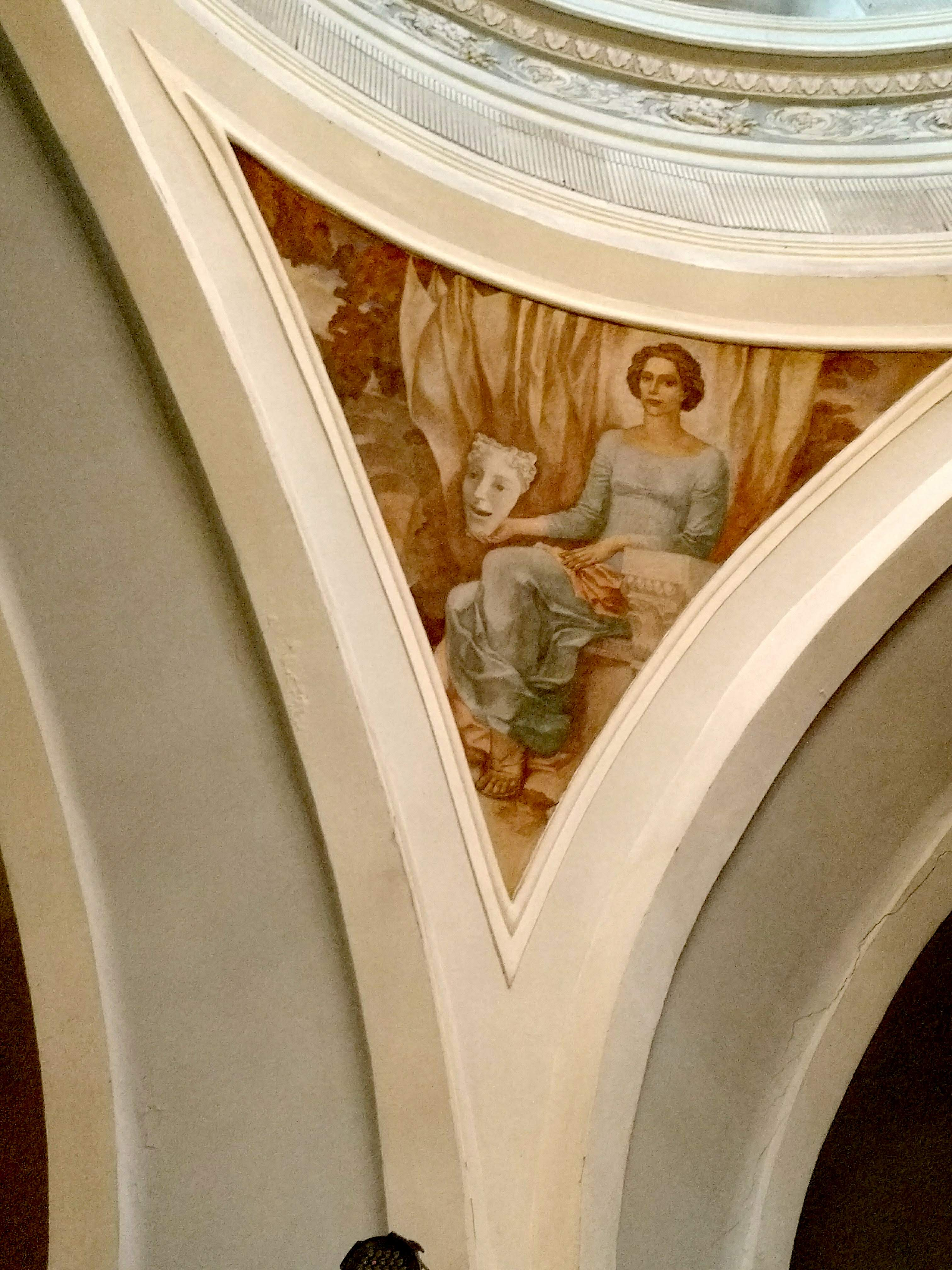
Peinture.